# Піпетка

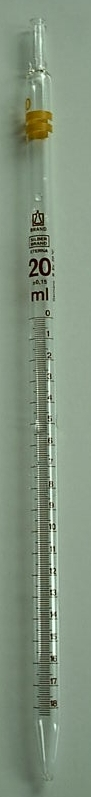
градуйована піпетка на 20 мл

Піпе́тка — мірна або дозувальна посудина, що являє собою трубку або ємність з трубкою, що має носик з невеликим отвором для обмеження швидкості витікання рідини. Різноманітні піпетки широко застосовуються для відмірювання точних об'ємів рідин або газів, в медицині, хімії та біології, а особливо широко — в  аналітичній хімії та  біохімії.

## Види піпеток
Раніше, піпетки виготовляли зі скла. Сучасні піпетки виготовляють з полімерних матеріалів та інтегрують зручну систему для точного дозування завантаженої до піпетки рідини.

### Медичні піпетки
Найпоширеніші піпетки для вливання лікарських препаратів у вигляді крапель (в очі, в ніс або вуха). Такі піпетки складаються з відрізка скляної трубки, один з кінців трубки, сильно оплавлений або відтягнутий, має невеликий отвір, а другий — закритий гнучкою гумовою (або полімерною) ємністю (трубка, кулька) і призначений для забору рідини в піпетку шляхом всмоктування.
У медичній мікробіології існує також особливий пристрій — Пастерівська піпетка (інакше піпетка Пастера).

### Мірні піпетки для хімічних і біохімічних досліджень

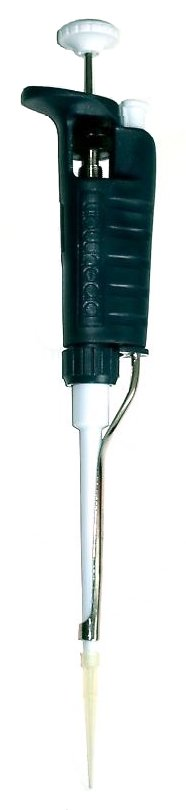
Ручна мікропіпетка (самплер)

Найчастіше це скляна посудина, що застосовується для точного вимірювання (дозування) об'єму рідини.
Випускають різні типи мірних піпеток для різноманітних цілей, різних  класів точності і на різні об'єми.
Традиційні скляні піпетки для аналітичної хімії випускають двох типів:
- Мірна піпетка Мора (неградуйована), на заданий об'єм (1, 5, 10, 20, 50, 100, 200 мл тощо). Піпетки Мора мають одну кругову мітку у верхній частині і призначені для відбирання проб рідин певного об'єму. Такі піпетки звичайно забезпечують меншу похибку вимірювання, ніж градуйовані. ГОСТ 29169-91 визначає границі допустимих похибок піпеток, які залежать від номінального об'єму піпетки та класу точності піпетки.

- Градуйовані (звичайно циліндричні, на 1, 2, 10 мл та ін.). Наприклад, піпетки на 5 мл зазвичай градуюють через 0,5 мл. Градуйовані піпетки дозволяють вимірювати об'єм зазвичай з точністю ± 0,1 або 0,2 мл.

Піпетки Мора з однією міткою іноді називають аліквотними піпетками.
У лабораторній практиці СРСР до середини XX століття забір рідини в хімічні піпетки проводився найчастіше шляхом засмоктування ротом, що призводило до численних нещасних випадків і травм. З кінця XX століття заповнення піпетки (навіть нешкідливими рідинами) проводять за допомогою гумової або ПВХ груші. Рідше використовують зручніші пристосування (гумові груші з клапаном, механічні регулятори заповнення рівня, електронні піпет-пістолети).

### Мікропіпетки

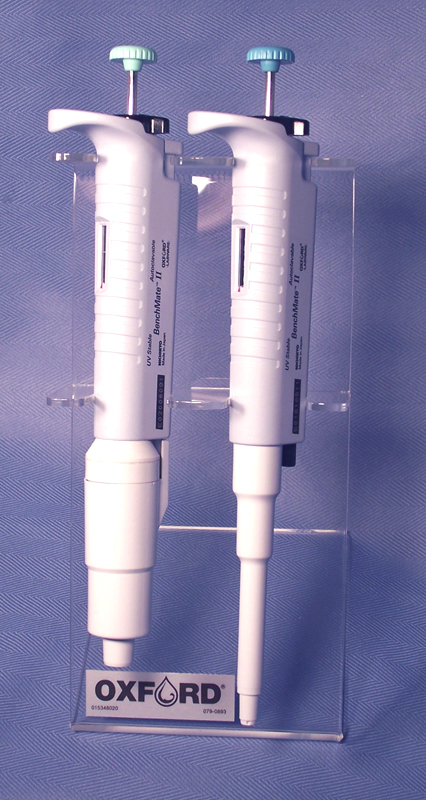
Оксфордські одноканальні піпетки

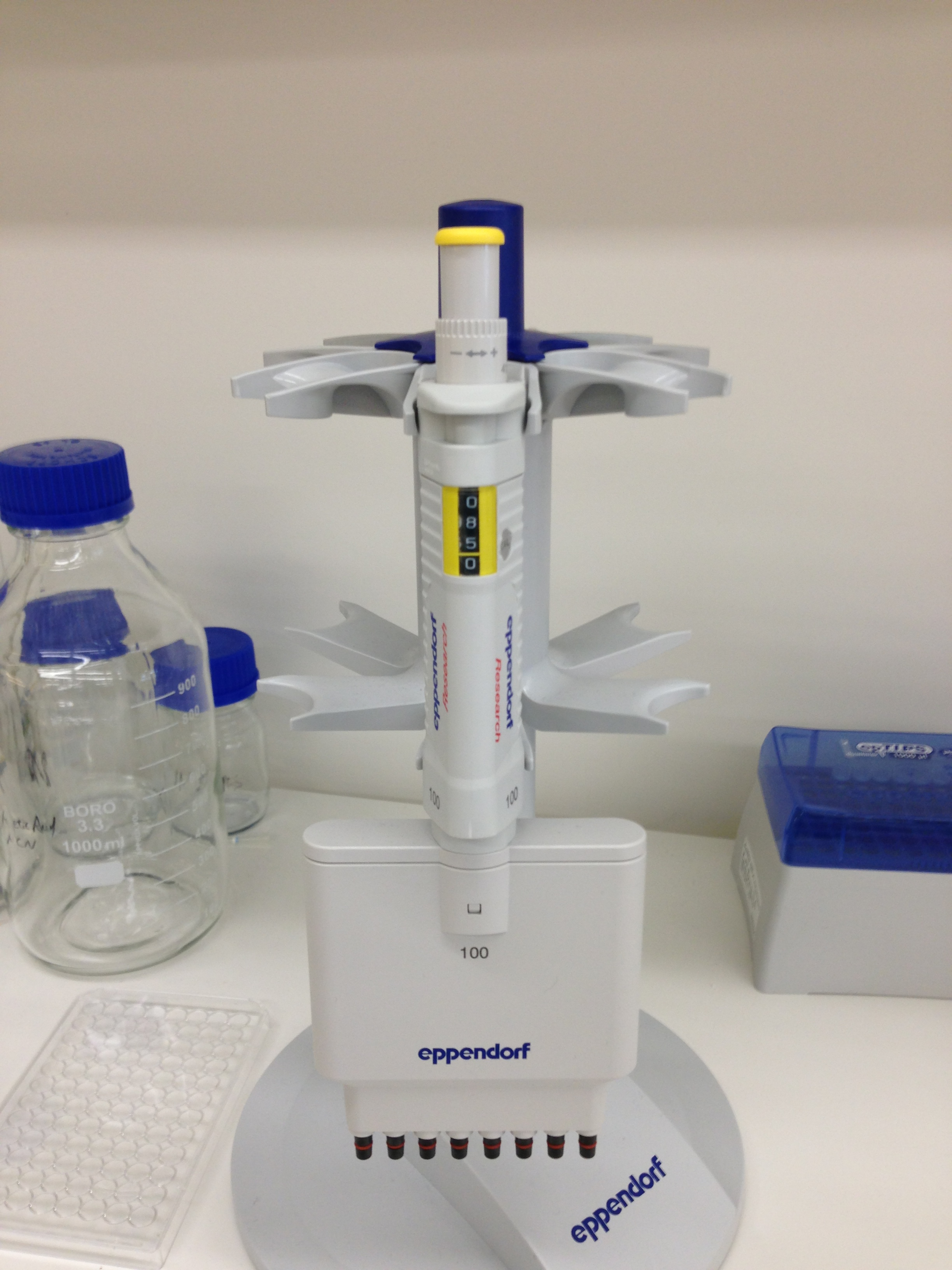
Мультиканальна піпетка на 100 мікролітрів.

Мікропіпетки — найточніші і найякісніші інструменти для вимірювання малих об'ємів рідини (1-1000  мкл (μl). Вони широко застосовуються в біології та хімії.
У XIX—XX ст. скляні мікропіпетки представляли собою градуйований капіляр зі скла з конічним носиком.
Для сучасних піпеток простої конструкції з ущільненнями сухого типу після нетривалого дозування концентрованих кислот або агресивних розчинів досить розібрати піпетку, оглянути і промити вузли (поршень, трубку і ущільнення поршня) дистильованою водою. Ретельно висушити всі деталі і зібрати піпетку.
Тривала дія парів агресивних речовин може призвести до передчасного зносу ущільнень і пошкодження поршня. Вплив агресивних парів на внутрішні елементи дозатора знижується у разі застосування наконечників з протиаерозольними фільтрами. Конструкції піпеток ряду виробників передбачають запобіжний фільтр у місці з'єднання з наконечником.

## Правила використання скляних піпеток
Піпетки відкалібровані на вільне витікання рідини. Не слід видувати або швидко видавлювати рідину — у першому випадку з піпетки вийде зайвий об'єм, який повинен залишитися в її носику через капілярні сили, а в другому випадку, через ефект натікання, об'єм витеклої рідини буде меншим, ніж стандартний.

## Калібрування піпеток і точність дозування
Як і інші вимірювальні прилади, піпетки повинні  калібруватися при виготовленні і піддаватися  повірці.